# Arxel Tribe
Arxel Tribe (anciennement Art Rebel) est une société franco-slovène de développement et de distribution de jeux vidéo pour PC, créée en 1993 par les architectes Matjaz Pozlep et Diego Zanco et disparue en 2003. Le siège de l'entreprise est située à Paris.
Au départ studio de développement, Arxel Tribe a également édité le jeu de stratégie : The Gladiators: Galactic Circus Games. Parmi les membres importants du studio, on peut citer Guillaume de Fondaumière et Stephen Carrière qui assurent le poste de PDG de 1997 à 2003 avant de rejoindre Quantic Dream.
La société était par ailleurs responsable de la production graphique des jeux d'aventure de White Birds Productions.

## Jeux
- 1997 : Pompéi
- 1997 : Pilgrim : Par le livre et par l'épée
- 1998 : Faust
- 1999 : Ring : L'Anneau des Nibelungen
- 2000 : La Légende du prophète et de l'assassin
- 2000 : Louvre : L'Ultime Malédiction
- 2001 : Casanova : Le Duel de la rose noire
- 2001 : Adada : Mon copain qui chante et qui sait plein' d'trucs
- 2001 : Les Secrets d'Alamût
- 2001 : Alfred Hitchcock: The Final Cut
- 2001 : Primitive Wars
- 2002 : Disciples II
- 2002 : Jérusalem : Les Trois Chemins de la ville sainte
- 2002 : The Gladiators: Galactic Circus Games
- 2002 : Ring II
- 2002 : Trainz
- 2003 : Mistmare